# Chrysidoidea
Superfamilia Chrysidoidea este un grup cosmopolit foarte mare (aproximativ 6.000 de specii descrise și multe altele nedescrise), toate fiind parazitoide sau cleptoparaziți ale altor insecte. Există trei familii mari comune (Bethylidae, Chrysididae și Dryinidae) și patru familii mici și rare (Embolemidae, Plumariidae, Sclerogibbidae și Scolebythidae). Majoritatea speciilor sunt mici (7 mm sau mai puțin), aproape niciodată depășind 15 mm. Această superfamilie este în mod tradițional considerată a fi taxonul bazal din Aculeata și, ca atare, unele specii pot înțepa, deși veninul este inofensiv pentru oameni.
Membrii familiilor Dryinidae și Embolemidae sunt singurii parazitoizi dintre Himenoptere care au un ciclu de viață în care larva viespei își începe viața în corpul gazdei, iar apoi formează un sac (numit „tilaciu”) care iese din abdomenul gazdei. Familia Sclerogibbidae strâns înrudită conține ectoparazitoizi mai tradiționali, atacând nimfele țesătorilor de pânză.
Familia dispărută, monotipică Plumalexiidae a fost descrisă în 2011 din fosilele conservate în chihlimbarul din New Jersey din epoca Turonian.